# Orrville (Ohio)
Pour les articles homonymes, voir Orrville.
Orrville est une ville américaine située dans le comté de Wayne, dans l’Ohio. Selon le recensement de 2010, sa population est de 8 380 habitants.